# Escut de Bell-lloc d'Urgell

Representació de l'escut de Bell-lloc d'Urgell, segons el seu blasonament oficial

L'escut oficial de Bell-lloc d'Urgell té el següent blasonament:
Escut caironat: d'or, 4 pals de gules; ressaltant sobre el tot una flor de lis d'argent. Per timbre, una corona mural de poble.

## Història
Va ser aprovat el 21 d'abril de 1983.
La flor de lis és el senyal tradicional de l'escut del poble; des dels seus orígens, Bell-lloc ha estat lligat a Lleida, i la flor de lis és una al·lusió als lliris de l'escut d'aquesta ciutat. De fet, el territori de Bell-lloc fou conquerit als musulmans el 1149 al mateix temps que Lleida pel comte rei Ramon Berenguer IV, i fou concedit a un cavaller del comte, Bernat de Bell-lloc, el 1153. Més endavant, el 1320, el rei Jaume II fou qui donà la carta de població a la localitat, que va esdevenir un "carrer de Lleida" (i segons això, els seus habitants tenien els mateixos privilegis que els de la ciutat); aquesta és la raó de la presència de les armes reials de Catalunya, els quatre pals, a l'escut de Bell-lloc.